# Твоя проблема — замкнена кімната і єдиний ключ у мене
«Твоя проблема — замкнена кімната і єдиний ключ у мене» — італійський художній фільм у жанрі джалло 1972 року, знятий режисером Серджо Мартіно, з Едвіж Фенек і Анітою Стріндберг у головних ролях.

## Сюжет
Письменник Олів'єро та його дружина Ірен Рувіньї – чарівна подружня пара, що любить влаштовувати вечірки для хіпі у своєму маєтку та вдаватися до садомазохістських розваг. Одного разу Олів'єро знайомиться з дівчиною в книгарні та призначає їй побачення у відокремленому місці. Але письменник напивається і не приходить на зустріч, а через деякий час дізнається, що жінку було вбито. Тим часом у маєтку Рувіньї з'являється племінниця Олів'єро Флоріана. Вона намагається спокусити дядька, а потім і Ірину. Після чого намагається налаштувати їх один проти одного за допомогою свого друга Даріо. Тим часом у маєтку таємниче починають гинути гості.

## У ролях
- Едвіж Фенек: Флоріана
- Аніта Стріндберг: Ірен Рувіньї
- Луїджі Пістіллі: Олів'єро Рувіньї
- Іван Рассімов: Вальтер
- Франко Неббіа: комісар Фарла
- Ріккардо Сальвіно: Даріо
- Анджела Ла Ворнья: Бренда
- Енріка Боначчорті: Джованна
- Даніела Джордано: Фауста
- Ермелінда Де Феліче: власниця публічного будинку
- Марко Маріані: книгар Бартолі
- Неріна Монтаньяні: місіс Молінар
- Даліла ді Ладзаро: дівчина, яка роздягається на столі

## Знімальна група
- Режисер: Серджо Мартіно
- Сценарист: Серджо Мартіно, Сауро Скаволіні, Ернесто Гастальті, Адріано Больцоні
- Продюсер: Лучано Мартіно
- Оператор: Джанкарло Феррандо
- Монтаж: Аттіліо Вінчоні
- Композитор: Бруно Ніколаі[it]
- Художник: Джорджо Бертоліні
- Костюми: Оскар Каппоні
- Грим: Джуліо Наталуччі